# Gstaad

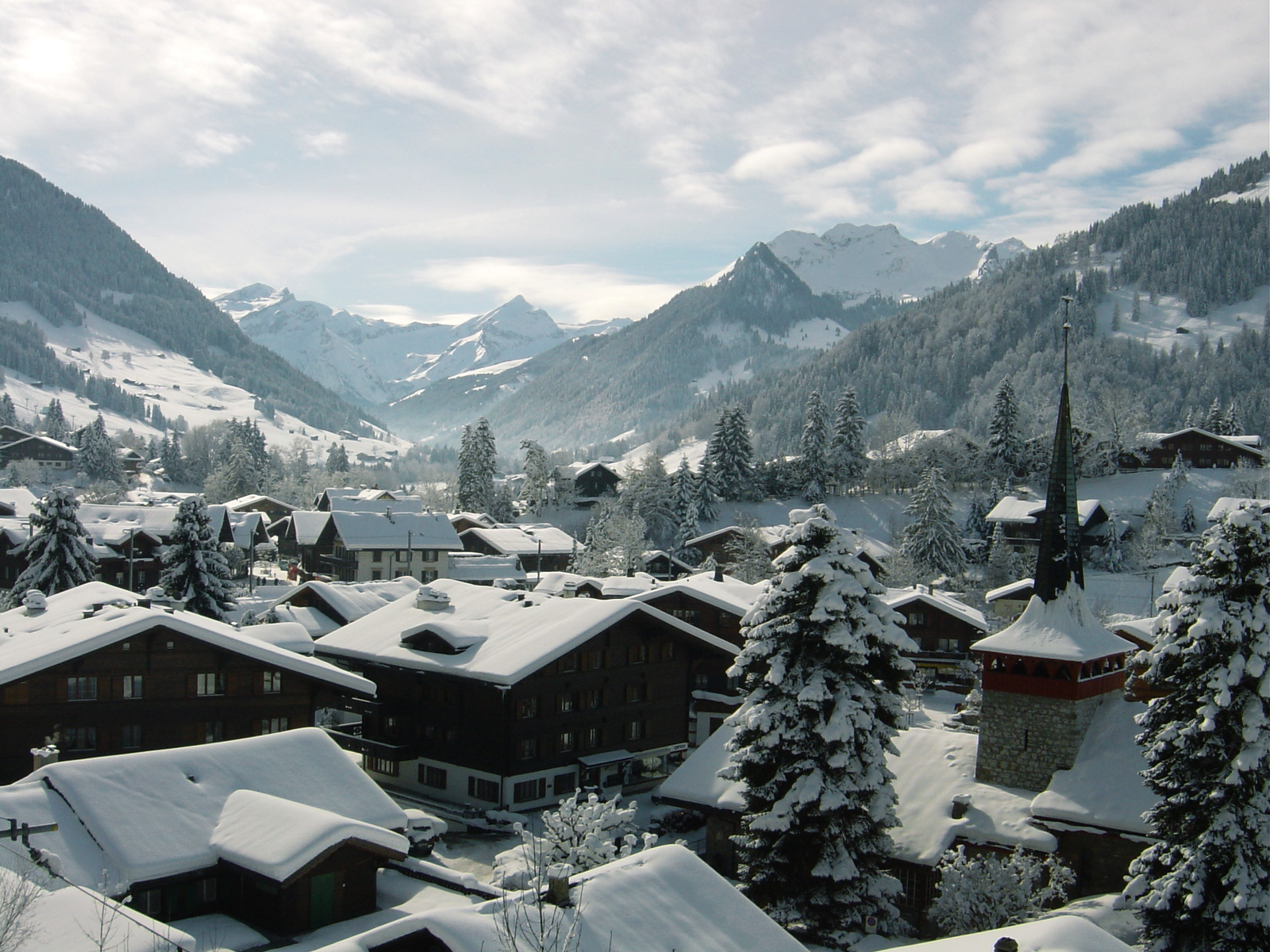
Vista panorâmica da vila de Gstaad

Gstaad (pronunciado /ɡəˈʃtɑːd,_ʔˈstɑːdʔ/) é uma vila suíça na parte germanófona do Cantão de Berna, pertencente ao município de Saanen, no sudoeste da Suíça. Tem uma população de cerca de 9200 habitantes e está localizada a 1050 metros acima do nível do mar. É amplamente conhecido por ser a localidade do Instituto Le Rosey, mais antiga boarding school suíça, bem como uma das mais famosas e exclusivas estações de esqui do mundo, sendo um destino de referência da alta sociedade.

## Eventos
Em Gstaad acontecem regularmente os seguintes eventos:
- o torneio de tênis Allianz Suisse Open Gstaad;
- o torneio de vôlei de praia "1to1 energy open";
- o torneio de pólo "Hublot Polo Gold Cup";
- o festival de verão de música clássica  "Menuhin Festival";
- "Country Night Gstaad".

Gstaad foi cenário de partes do filme O Retorno da Pantera Cor-de-Rosa, com Peter Sellers.

## Galeria

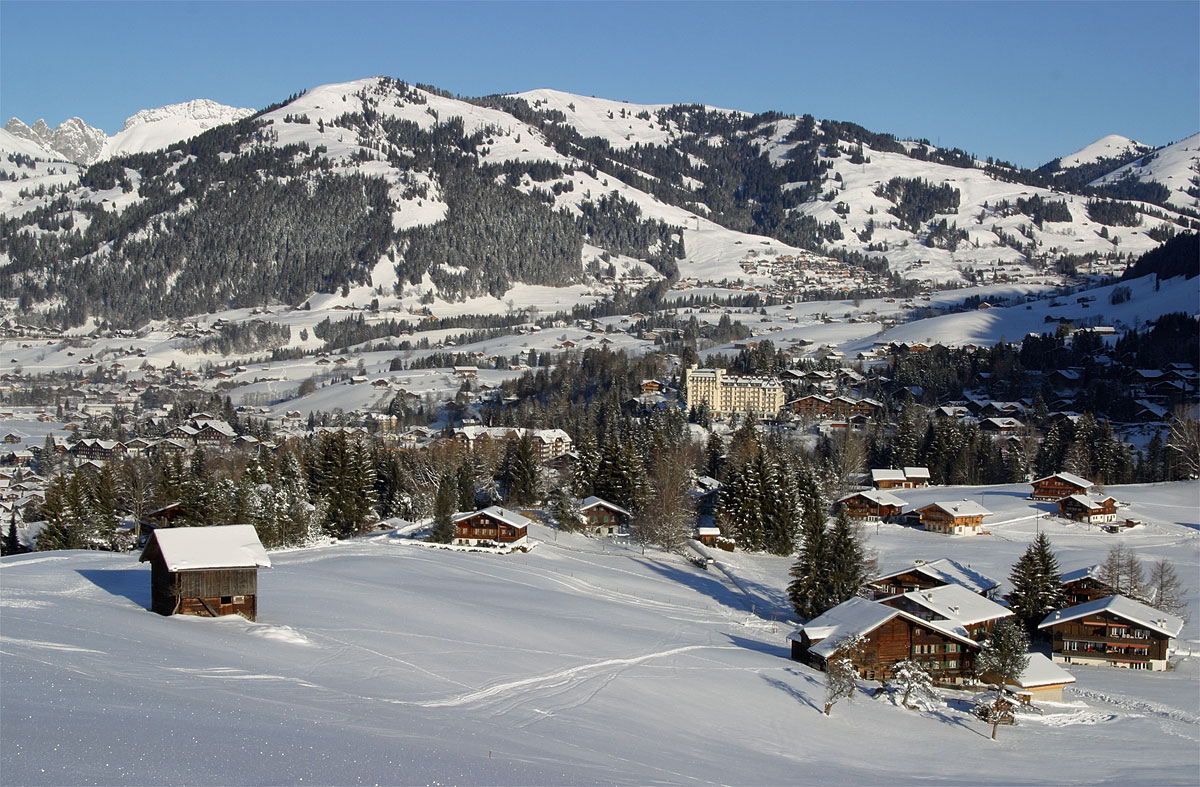
Vista de Gstaad
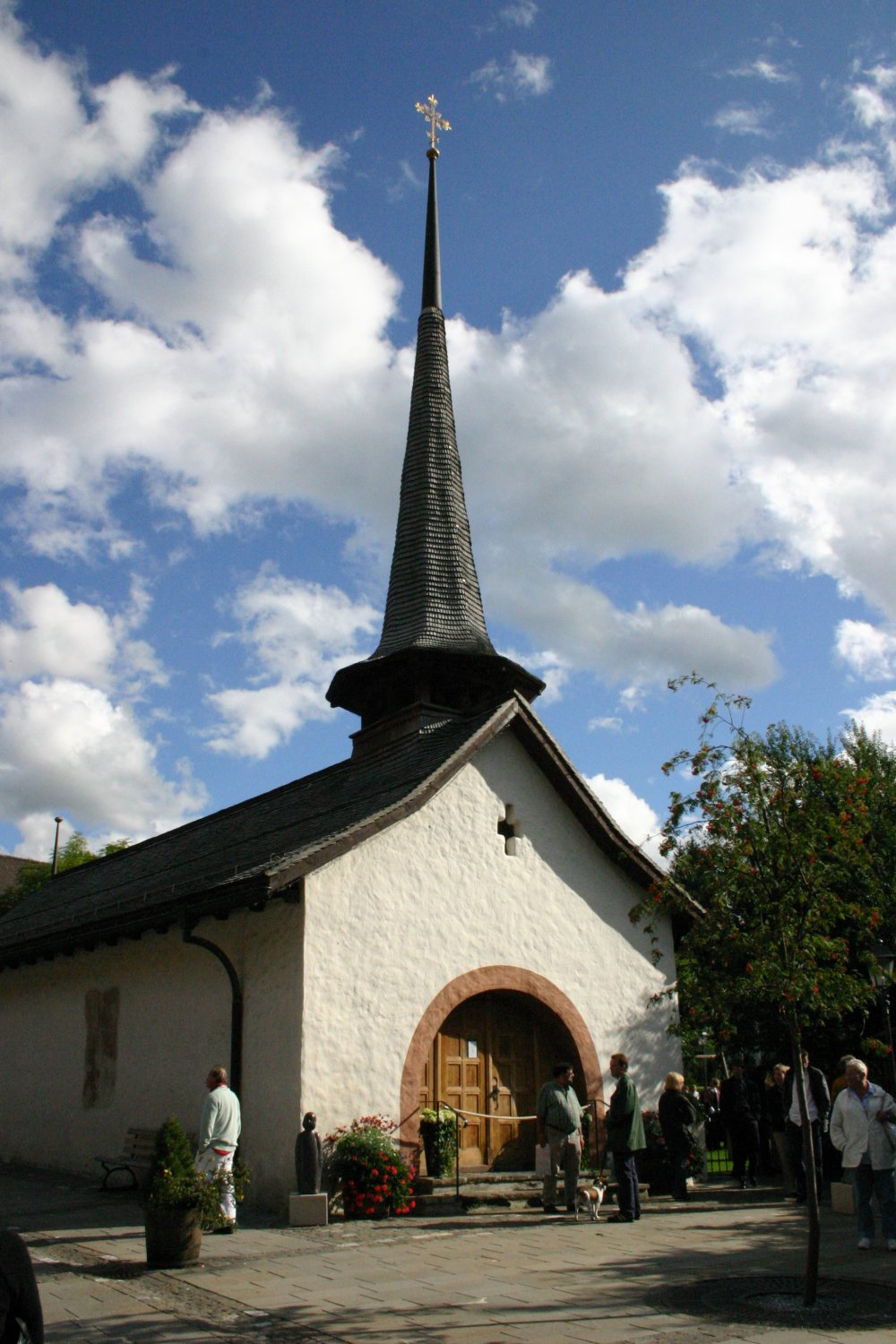
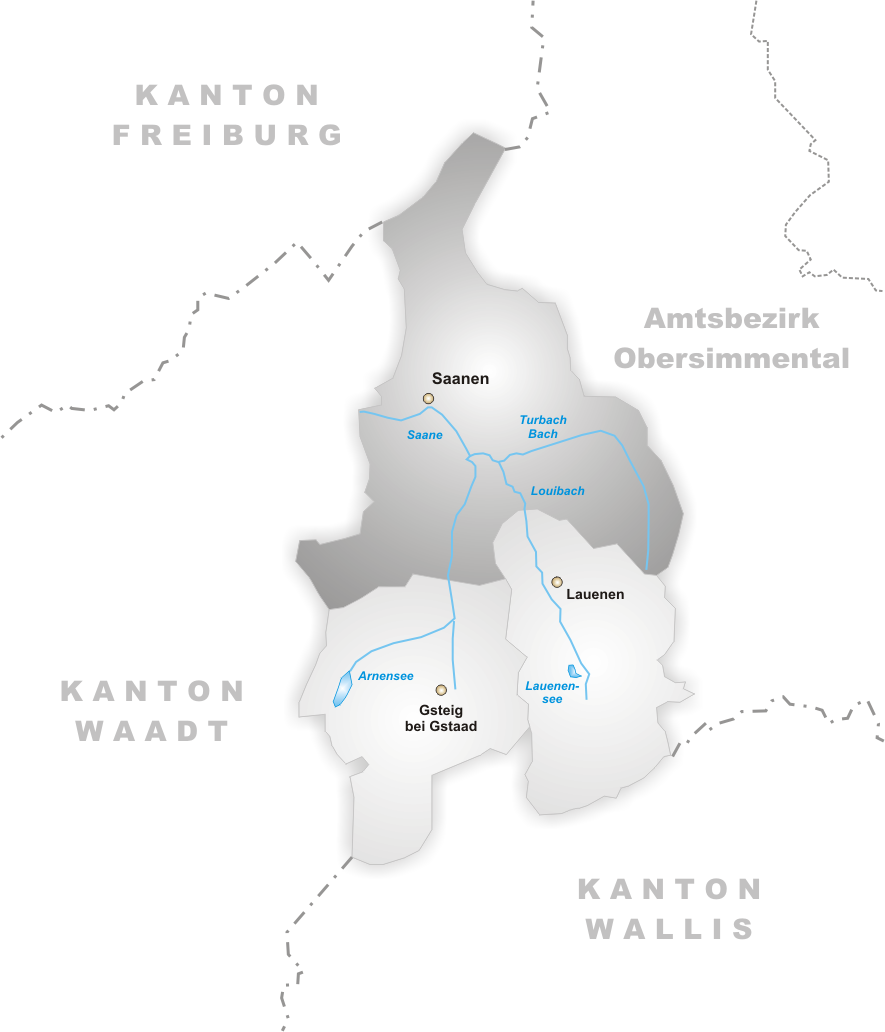
Localização